# Provincia de Bordj Badji Mokhtar
Bordj Badji Mokhtar (en árabe: ولاية برج باجي مختار‎) es una provincia argelina creada en 2019, anteriormente, una provincia delegada creada en 2015.

## Geografía
La provincia de Bordj Badji Mokhtar está en el Sáhara argelino; su superficie es de 126 382 km².
Está delimitada por:
- al norte con la provincia de Adrar;
- al este por la provincia de In Guezzam y la provincia de Tamanrasset;
- al oeste con la provincia de Adrar, Mauritania y Malí;
- y al sur con Malí.

## Historia
La provincia de Bordj Badji Mokhtar fue creada el 26 de noviembre de 2019.
Anteriormente, era una provincia delegada, creada según la ley n° 15-140 del 27 de mayo de 2015, que crea distritos administrativos en ciertas provincias y fija las reglas específicas relacionadas con ellas, así como la lista de municipios que están adscritos a ella. Antes de 2019, estaba adscrito a la provincia de Adrar.

## Organización
Durante el colapso administrativo de 2015, la provincia delegada de Bordj Baji Mokhtar estaba formada por 1 distrito y 2 comunas.

### Lista de walis
| Distrito            | Comuna              | Árabe          |
| ------------------- | ------------------- | -------------- |
| Bordj Badji Mokhtar | Bordj Badji Mokhtar | ﺑﺮج ﺑﺎﺟﻰ ﻣﺨﺘﺎر |
| Bordj Badji Mokhtar | Timiaouine          | ﺗﻴﻤﻴﺎوﻳﻦ       |